# 霍亂毒素

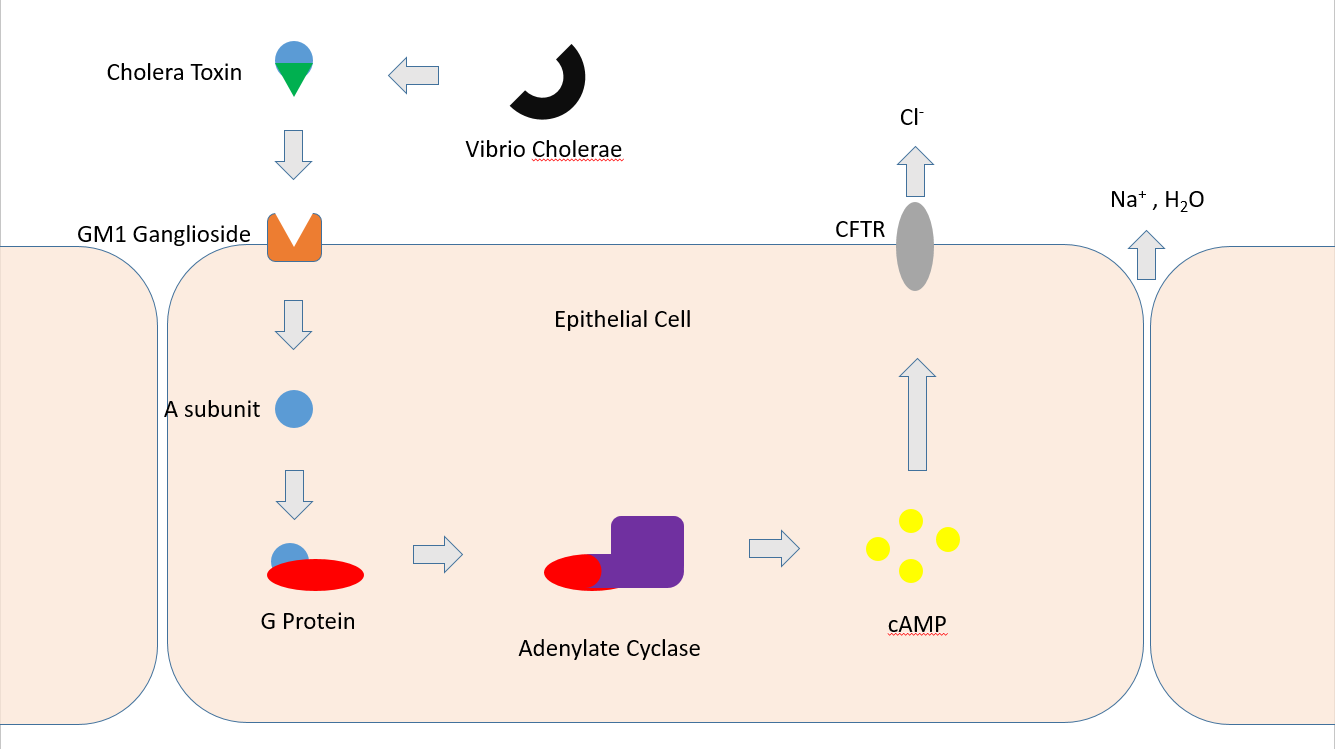
霍亂毒素機制

霍亂毒素（英語：Cholera toxin，有時簡稱為CTX、Ctx 或 CT）是霍亂弧菌分泌的AB5多聚體蛋白质复合体。霍亂毒素是造成霍亂感染特有的大量水瀉的原因。它是耐熱腸毒素家族的成員。

## 歷史
罗伯特·科赫是一位德國醫生和微生物學家，他是第一個提出霍亂毒素存在的人。1886年，科赫提出霍亂弧菌會分泌一種導致霍亂症狀的物質。科赫的推測被印度微生物學家 Sambhu Nath De 證實是正確的，他在1951年研究並記錄了用熱殺霍亂弧菌注射兔子的效果。他從這個實驗中得出結論：細菌分解時釋放出來的內毒素是導致霍亂症狀的原因。1959年，De 進行了另一項實驗，這次他使用無菌的霍亂弧菌培養濾液注入兔子的小腸。結果腸內積液確實證明了毒素的存在。

## 結構

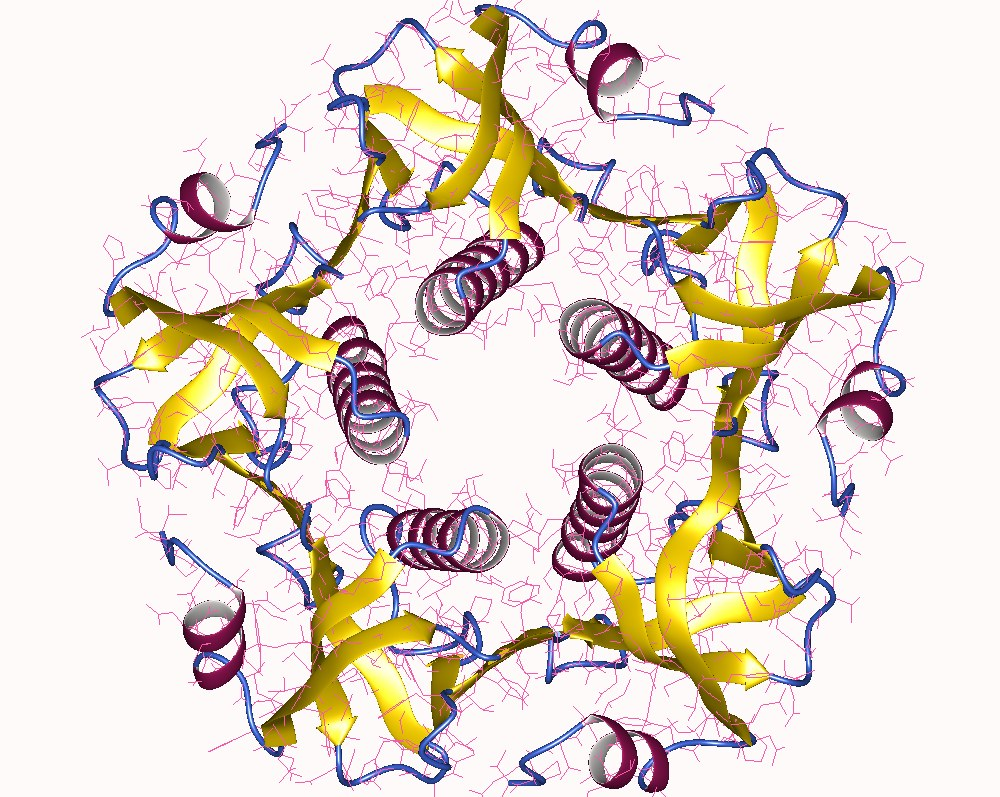
霍亂弧菌，霍亂毒素B五聚體

完整的毒素是由一份A亞基（A部分，酶，UniProt P01555）和五份B亞基（B部分，受體結合，UniProt P01556）組成的六聚體，表示為AB5。B亞基結合，而A亞基則活化 G蛋白，進而活化腺苷酸环化酶。該毒素的三維結構是由 Zhang 等人在1995年使用X射線晶體學測定的。
五個各重11 kDa的B亞基構成一個五元環。28 kDa的A亞基有兩個重要的區段。A1部分的鏈 (CTA1) 是球狀的酶載荷，可二磷酸腺苷核糖基化化G蛋白，而A2鏈 (CTA2) 則形成延伸的α螺旋，緊貼在B亞基環的中央孔隙中。
這種結構在形狀、機制和序列上與大腸桿菌某些菌株所分泌的耐熱腸毒素家族類似。

## 致病機制
霍亂毒素的作用機制如下： 首先，霍亂毒素的B亞基環與目標細胞表面的GM1神经节苷脂結合。如果細胞缺乏GM1，毒素很可能會與其他類型的聚糖結合，例如附著在蛋白質上的Lewis Y和Lewis X，而不是脂質。 一旦結合，整個毒素複合物會被細胞內吞，二硫橋的還原會釋放霍亂毒素A1 (CTA1) 鏈。胞內體被移動到高爾基體，在那裡A1蛋白被內質網 (ER) 分子伴侣蛋白二硫異構酶（protein disulfide-isomerase）識別。A1鏈隨後展開並被送到膜上，在膜上，Ero1觸發蛋白質二硫化異構酶複合物氧化，釋放A1蛋白。當A1蛋白透過Sec61通道從內質網移動到細胞質時，它會重新折疊，避免因泛素化而失去活性。

## 外部鏈接
- De, Sambhu Nath. Enterotoxicity of bacteria-free culture filtrate of Vibrio cholerae （页面存档备份，存于）. Nature. 30 May 1959. 183:1533–4.
- McDowall, Jennifer. . Protein of the Month (POTM). Protein Data Bank in Europe (PDBe). Sep 2005. （原始内容存档于April 27, 2019）.
- Goodsell, David. . RCSB Protein Data Bank. Molecule of the Month (MOTM) (Protein Data Bank (PDB)). Sep 2005. doi:10.2210/rcsb_pdb/mom_2005_9. （原始内容存档于October 25, 2011）.
- 醫學主題詞表（MeSH）：Cholera+Toxin
- PDB中UniProt可用的所有結構信息之概述：P01555 (Cholera enterotoxin subunit A) 在PDBe-KB。
- PDB中UniProt可用的所有結構信息之概述：P01556 (Cholera enterotoxin subunit B) 在PDBe-KB。